# Miguel Ángel García Nieto
Miguel Ángel García Nieto (Ávila, 29 de septiembre de 1958) es un político español del Partido Popular.

## Biografía
Nacido el 29 de septiembre de 1958 en Ávila, ejerció de concejal del ayuntamiento de su ciudad natal desde 1991 y de alcalde desde 2003, cuando sustituyó a Agustín Díaz de Mera, hasta 2015. En abril de 2015 sustituyó a María Ángeles Ortega, electa por Ávila, como senador en la x legislatura de las Cortes Generales, escaño que renovó para la XI legislatura en las elecciones generales de 2015.